# Cvetković–Maček-megállapodás
A Cvetković–Maček-megállapodás (szerbhorvátul: Sporazum Cvetković-Maček, Споразум Цветковић-Мачек) egy politikai kompromisszum volt a Jugoszláv Királyság belső megosztottságáról, melyet 1939. augusztus 26-án kötött meg Dragiša Cvetković (szerb nemzetiségű) jugoszláv miniszterelnök és Vladko Maček horvát politikus. A megállapodás létrehozta a Horvát Banovinát, a határokat úgy húzva meg, hogy a lehető legnagyobb része horvátok lakta terület legyen. Ezzel gyakorlatilag az egységes Jugoszlávián belül egy autonóm horvát alállam jött létre, amelyre a horvát politikusok már a Szerb-Horvát-Szlovén Királyság 1918-as megalapítása óta törekedtek. A Banovina szolgált később mintául Jugoszlávia háború utáni alkotmányos berendezkedéséhez.

## Előzmények

### Közigazgatás az 1920-as években és a horvát kérdés
Jugoszlávia a belső közigazgatási határok tekintetében gyakorlatilag két iteráción ment keresztül. Az 1921. június 28-i Vid-napi alkotmányban, amelyet nagy részben Nikola Pašić és Svetozar Pribićević dolgozott ki, 33 közigazgatási körzetet hoztak létre az akkori Szerb-Horvát-Szlovén Királyság területén. Ezeket nagyon megfontoltan tervezték, hogy maximalizálják a szerb etnikumú lakosság politikai hatalmát és képviseletét, és a választójogi törvény 1922. júniusi módosítása még az első világháború előtti népességszámok használatát is előírta, lehetővé téve Szerbia számára, hogy figyelmen kívül hagyja a háború alatti hatalmas veszteségeit. Ezenkívül az alkotmány parlamenti elfogadásának módja is némi ellenérzést váltott ki, mivel a Horvát Köztársasági Parasztpárt (HRSS), Horvátország legnagyobb regionalista pártja megtagadta a szavazást, míg a Jugoszlávia Kommunista Pártját (KPJ) kizárták. Ez megkönnyítette Pašić Népi Radikális Pártja (NRS) és Pribićević Demokrata Pártja (DS) számára, amelyek a legnépszerűbbek voltak a szerbek körében, hogy véghezvigyék akaratukat.
Végül a Vid-napi alkotmány intézményesítette a szerb hegemóniát az új államban, és annak felülvizsgálata kulcsfontosságú cél lett az olyan magas rangú ellenzéki hangadók számára, mint a HRSS vezetője, Stjepan Radić. Radićot egy szerb képviselő lőtte le 1928-ban a parlamentben, és két hónappal később meghalt. Az alkotmányellenes ügy mártírja lett, és ezzel az alkotmányba vetett kevés megmaradt horvát hit megtört. A HRSS elkezdte bojkottálni a parlament munkáját, a Vid-napi alkotmány pedig tarthatatlanná vált.
A megbékélni nem akaró horvát féllel való kiegyezés módozatainak kérdése már 1922-től viták tárgya volt a szerb elit körében. Még az „amputáció” (Horvátország függetlensége az egész rendszer javára) is többször is szóba került. Az amputáció szerb víziója általában azt jelentette, hogy Horvátország helyett Szerbia annektálja azokat a régiókat, amelyeken etnikailag keverten élnek horvátok és szerbek. Ez gyakorlatilag egy Nagy-Szerbiát hozott volna létre, a délszlávok uniója helyett. Horvát szempontból a horvát kérdés kevésbé összpontosult Jugoszlávia megnyugtatására, sokkal inkább Horvátországnak a belgrádi befolyástól való elválasztására. Stjepan Radić a horvát szeparatista mozgalom korai arca lett. Ingadozott a teljes függetlenség és a konföderációs kormánymodell között, amelyben három alkotmányosan elismert nép (szlovének, horvátok, szerbek) független és szuverén nemzetállamokat alakított volna ki, mielőtt önként csatlakoznának egy laza unióhoz. Politikai meggyőződésének további ellentmondásai közé tartoztak a vallási szerzetek, az urbanizáció és a kommunizmus szerepével kapcsolatos ellentmondások. Horvátország határairól alkotott nézete, legyen az Jugoszlávián belül vagy Jugoszlávián kívül, messze túlmutatott a mai horvát nemzetállamon, és magába foglalta a mai Bosznia-Hercegovina nagy részét is. Radić nézete szerint a helyi bosnyákok nem külön etnikai csoportot alkottak, hanem valójában horvát nemzet kiterjesztését jelentették, amely majd „debalkanizálja” őket. Radić lekicsinylően használta a „Balkán” kifejezést, mivel úgy vélte, Horvátország nem része a Balkánnak. Ezt a horvát nézetet Bosznia státusáról, amely olyan gondolkodókig nyúlik vissza, mint Ljudevit Gaj szembeállították a Vuk Karadžićig visszanyúló szerb nacionalista hiedelmekkel, amely a bosnyákokat a szerb nemzet természetes részeként fogta fel. Ezek alapján a szerbek és horvátok közötti bármilyen területi rendezés valószínűleg a bosnyákok képviselete nélkül történt volna, az ő kárukra.

### Az 1930-as évek királyi diktatúrája

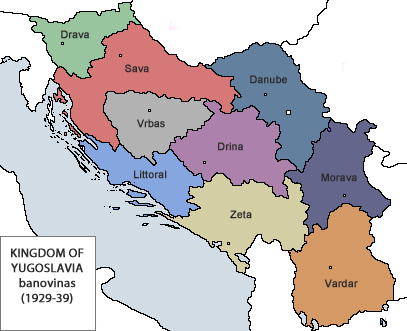
Jugoszlávia kilenc kezdeti banovinája, amelyeket 1929-ben alapítottak, és mindegyiket egy-egy vízről nevezték el. A határokat szándékosan úgy húzták meg, hogy elkerüljék a történelmileg, etnikailag vagy regionálisan előre megállapított határokat, miközben hatékonyan fenntartják a szerb etnikai dominanciát

A január 6-i diktatúra I. Sándor általi kikiáltása után a Vid-napi alkotmányt hatályon kívül helyezték. Fél évvel később az 1931-es jugoszláv alkotmány (más néven szeptemberi alkotmány) váltotta fel, és az ország hivatalosan is Jugoszláv Királyság lett. A szeptemberi alkotmányban a Vid-napi alkotmány 33 közigazgatási körzetét kilenc banovina váltotta fel. Ezek mindegyike egy folyóról, a Tengermelléki Banovina esetében pedig a partvonalról kapta a nevét. Külsőleg úgy tervezték őket, hogy elkerüljék a történelmi, etnikai, regionális vagy vallási határokat, de valójában a szerb dominancia folytatása volt Jugoszlávián belül: a banovinák közül kilencből hatban a szerbek voltak többségben, a Drávában a szlovének, míg Száva és Tengermellék területén a horvátok. Összehasonlításképpen: a koszovói albánok és macedónok kisebbségek voltak a szerb többségű Zétában és Vardarban, a bosnyákok pedig (amit akkoriban gyakran csak muszlimoknak hívtak) négy banovina (Vrbas, Zeta, Drina, Tengermellék) között oszlottak meg, így egyikben sem voltak többségben.
A királyi diktatúra létrejöttét követő évtizedben fél tucat miniszterelnök váltotta egymást (Živković 1929–1932, Marinković 1932, Srškić 1932–1934, Uzunović 1934, Jevtić 1934–1935, Stojadinović 1934–1935) Sándor király, majd a király 1934-es meggyilkolása után Pál herceg megbízásából, aki régensként szolgált a kiskorú II. Péter király mellett. A miniszterelnökök közül Milan Stojadinovićnak volt a leghosszabb hivatali ideje 1935 és 1939 között, elsősorban a nagy gazdasági világválság utáni világgazdasági kilábalás miatt. Ideológiailag azonban erős centralista volt, és különösen ami a horvát kérdést illeti, ellenezte a kisebbségi mozgalmaknak tett jelentős engedményeket. Pál herceg, a nyugati gondolkodású anglofil személyes haragját is kiváltotta azzal, hogy átvette az olasz fasizmus képzeteit és retorikáját. Stojadinović kormánya 1939. február elején bukott meg, amikor a régens elveszítette kabinetbe vetett hitét. A régens február 5-én Dragiša Cvetkovićra cserélte. Cvetković közvetlenül a német jugoszláviai inváziót megelőzően, az 1941. márciusi jugoszláv puccsig maradt a miniszterelnök. Cvetković nem volt különösebben népszerű szülőhazájában, Szerbiában, sem a kormánytámogatók, sem az ellenzék körében. Mint ilyen, megpróbált alkut kötni Vladko Mačekkel, aki Radić halála után a horvát parasztmozgalom vezetője lett.

### A horvátok szerepe a kormányban, 1918–1939
Stjepan Radić és a HRSS az 1920-as évek elején kezdetben bojkottálta a jugoszláv nemzetgyűlést, és nyíltan ellenséges volt a jugoszláv monarchia intézményével és Horvátországnak a jugoszláv államhoz való tartozásával szemben. Nyíltan ellenséges retorikát folytatott a szerb elittel szemben, és 1923 júliusában egy Mária királynőt sértő beszéd miatti elfogatóparancsot követően külföldre kellett mennie. Radić még 1924-ben beléptette pártját a Szovjetunióban a Komintern mintájára alapított nemzetközi parasztszövetségbe, a Krestinternbe, annak ellenére, hogy Sándor király nyíltan támogatta az orosz fehéreket a bolsevikok ellen az orosz polgárháborúban. Radić nyílt flörtölése a kommunizmussal, amelyet a szerb politikai berendezkedés mélyen megvetett, ha még részben is, a Davidović-kormány bukását idézte elő, az első kormányét, amelyet nem a Radikális Párt vezetett. Az 1920-as évek közepén azonban Radić a börtönben megváltoztatta nézeteit, elfogadta a monarchiát és az alkotmányt is, és átkeresztelt Horvát Parasztpártjával (rövidítve: HSS, mert a „köztársasági” jelzőt kihagyták a névből) kezdett együttműködni a rendszerrel. A Radić-féle HSS és Pašić Radikális Pártja között 1925. július 18-án létrejött rövid szövetség a kölcsönös és nyilvános megvetés miatt nem vezetett sehova, és a HSS 1926. április elején megszakította az együttműködést a radikálisokkal.
Radić 1928-as halála után a párt 1928. augusztus 13-án Vladko Maček vezetése alá került, aki tovább változtatta az irányvonalát a polgári politikai körök és az intellektualizmus felé, távolodva a Radić által eredetileg elképzelt falusi paraszti agrárizmustól. 1932 júliusában, miután a király rövid egymásutánban elbocsátotta Petar Živkovićot és Vojislav Marinkovićot felajánlották neki, hogy miniszterelnökként vezesse a jugoszláv kormányt, de Maček ezt visszautasította. A királyi diktatúra idején erős politikai szövetségeket kötött az ellenzékben. Először a HSS annak érdekében, hogy megalakítson egy Demokratikus Parasztszövetséget, csatlakozott a Demokrata Párthoz, majd, hogy teljes legyen az „Egyesült Ellenzék” szövetkezett olyan erőkkel, mint a Szlovén Néppárt és a Jugoszláv Muszlim Szervezet. Ezek a szövetségek az 1931. szeptemberi alkotmány által kialakított nyíltan elfogult politikai rendszer ellenére is jó választási eredményeket értek el. Az Egyesült Ellenzék listája 1938 decemberében megszerezte a szavazatok 45%-át, ami tovább ásta alá Stojadinović miniszterelnök tekintélyét. Stojadinovićot ezután, 1939 februárjában Cvetković váltotta fel.

## A megállapodás

### A tárgyalások
Cvetkovićot azért nevezték ki miniszterelnöknek, mert Pál régens szükségesnek látta, hogy azonnal megbékéljen a horvát parasztpártiakkal. A HSS közvetítői segítségével lefolytatott előzetes megbeszélések után Cvetković végül Zágrábban találkozott Mačekkel. Cvetković és Maček kölcsönösen profitálhattak a megállapodásból: Cvetković némi legitimitást szerezhetett a horvátoknál, és így az Egyesült Ellenzéknél, míg Maček teljesíthette a horvát autonómia növelésére irányuló regionalista programját. A tárgyalások 1939 áprilisától augusztusig tartottak, és megszületett a „Sporazum”. A megállapodást 1939. augusztus 20-án véglegesítették, és 26-án ratifikálták.

### A feltételek
A megegyezés feltételeit a belgrádi „Politika” napilap 1939. augusztus 27-i száma közölte:
- I. cikk

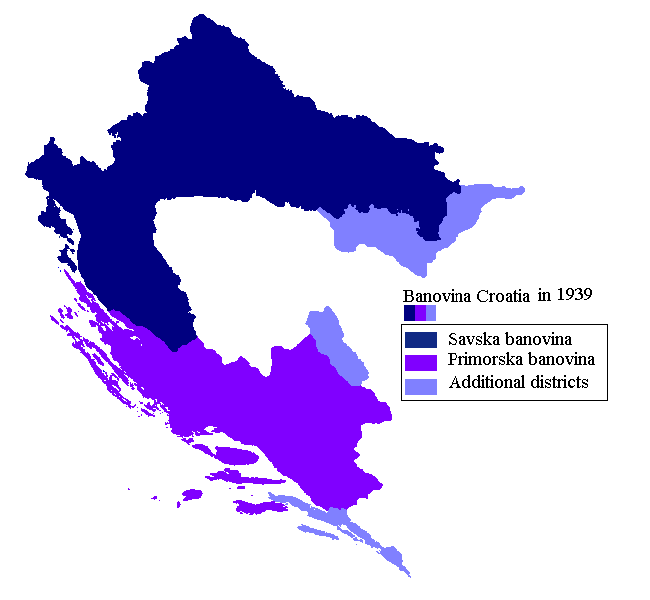
A Horvát Banovina összetevői: A Száva (sötétkék) és a Tengermelléki (lila) Banovina a hozzácsatolt horvát többségű területekkel

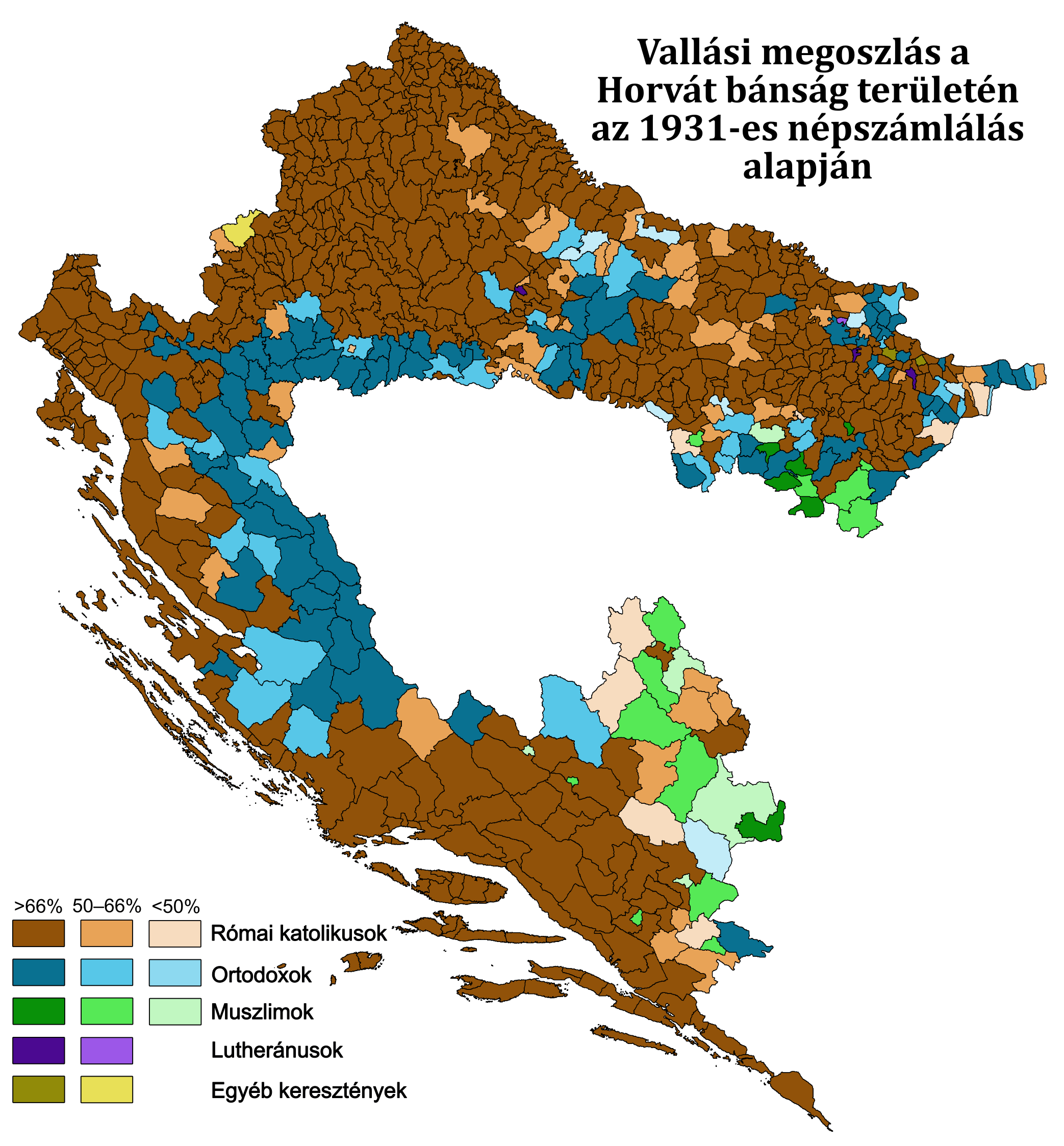
A Horvát Banovina vallási összetétele az 1931-es jugoszláv népszámlálás alapján

  - Megalakul a Horvát Banovina új kormánya.
- II. cikk
  - A Száva és a Tengermelléki Banovina a Horvát Banovina része lesz.
  - Ezenkívül a Dubrovnik, Sid, Újlak, Brcko, Gradacac, Travnik és Fojnica régiók horvát többségű területei hozzáadódnak ehhez a két banovinához.
  - A fent említett régiók horvát többség nélküli részeit leválasztják, és nem csatolják a horvát banovinákhoz.
- III. cikk
  - A szerbeknek, horvátoknak és szlovéneknek egyenlőnek kell lenniük a törvény előtt az új banovinában és az egész országban. A három etnikai csoportnak egyenlő hozzáférést biztosítanak a közszolgálati beosztásokhoz az országban.
  - A vallási egyenlőség garantált. Az új banovina alkotmánya egyenlő alapvető polgári és politikai jogokat garantál.
- IV. cikk
  - A mezőgazdaság, a kereskedelem és az ipar, az erdő és a bányák, az épületek, a szociálpolitika, a közoktatás, az igazságszolgáltatás és a belső igazgatás belső feladatai a Horvát Banovina fennhatósága alá kerülnek.
  - A banovina együttműködik a katonai vezetéssel, ha a honvédelem szempontjából érdekes bányászati koncessziókról van szó.
  - Minden más ügy, valamint „az állam számára különösen fontos ügy”, mint például a nemzetbiztonság, a pusztító propaganda visszaszorítása, a hírszerzés, a közrend védelme és egyebek a szövetségi kormánynál maradnak.
  - A Horvát Banovinának „szükséges pénzügyi autonómiát” biztosítanak, de a honvédelem biztosításához a katonai vezetés számára biztosítják a szükséges befolyást a banovinán belül a termelésben és a logisztikában.
- V. cikk
  - A király és a parlament közös törvényhozó hatalma a banovina joghatósága alatt.
  - Külön parlament létrehozása a banovina számára, szabadon választott általános, egyenlő, közvetlen és titkos szavazással. A kisebbségi képviselet garantált lesz.
  - A király bán útján gyakorolja adminisztratív hatalmát a banovinában.
  - A király által kinevezett és elbocsátott bán a királynak és a parlamentnek tartozik felelősséggel.
  - A királyi felhatalmazással kapcsolatos írásos okiratokat a bánnak ellenjegyeznie kell, ha Horvát Banovina területén alkalmazni kívánja azokat.
  - Alkotmánybíróság felállítása a szövetségi kormány és a banovina közötti viták rendezésére.
- VI. cikk
  - A banovina területi kiterjedését és illetékességi jogait külön alkotmányos rendelkezés biztosítja. Ez a rendelkezés a banovina hozzájárulása nélkül nem módosítható.
- VII. cikk
  - A szövetségi kormány beleegyezik, hogy minden olyan új törvényt meghozzon, amely a megállapodás végrehajtásához szükséges lehet.

Ezen túlmenően, bár a megállapodás nem volt hivatalos, Maček miniszterelnök-helyettesként csatlakozott a kabinethez. Maček párttársai pedig négy további kormányzati pozíciót kaptak, és így alkották a Nemzeti Megegyezés Kormányát. Az első és egyetlen bán az első világháború veteránja, Ivan Šubašić volt, akit a régens „a szerbek horvátjává” választott, abban a reményben, hogy a megállapodásra a horvátokkal kötött alku kapcsán kialakult szerb negatív reakció miatt megnyugtassa szerb közvéleményt, bár a gesztusnak nem sok hatása volt.

## Az eredmény
A Paraszt-Demokrata Koalíció HSS-része számára a megállapodás azt jelentette, hogy amint a Vid-napi alkotmánynál a HRSS, a párt most is a szeptemberi alkotmány alapján működött, és megkezdte az együttműködést a korábban elutasított alkotmányos rendszerrel. Ennek ellenére Maček a lehető legközelebb járt a horvát autonómia teljes függetlenség nélküli kiteljesítéséhez: Horvátországnak most bánja volt, amely közte és a király között helyezkedett el, valamint saját parlamentje volt Zágrábban, a Szábor, amely saját ügyeit intézte. Ezenkívül öt kormányzati posztot szerzett magának és párttársainak. A megállapodás kikötései azonban ideiglenesek voltak, és tervezett revíziók soha nem történtek meg, mivel a második világháború a Jugoszláv Királyság végét jelentette.
Az új Horvát Banovina az ország teljes területének mintegy harmadát tette ki. A horvátok lettek az egyetlen etnikai csoport Jugoszlávián belül, amely a Jugoszláv Királyságon belül önálló politikai egységgel rendelkezett, de lakosságának 20%-a szerb és 4%-a bosnyák volt.
A szerződés legtöbb kikötése teljesítetlen maradt, mivel a második világháborúnak a megállapodás ratifikálása hetében történt kitörése és Jugoszlávia esetleges bevonása az 1941. áprilisi német inváziót követően megakadályozta annak politikai megvalósulását.

## A reakciók

### Horvátország

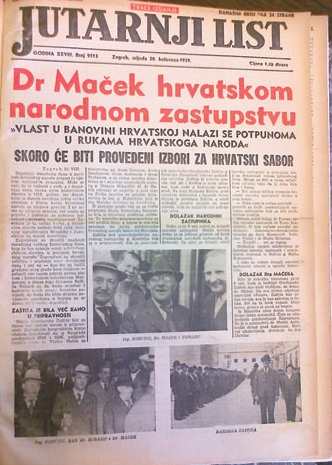
A Jutarnji list horvát napilap 1939. augusztus 30-i száma a megállapodás ünneplésével.

A horvát reakció Jugoszlávián belül – legalábbis kezdetben – általánosságban pozitív volt, hiszen a horvátok végre saját autonóm kormányt és etnikailag meghatározott területi egységet alkottak, amelyet magukénak nevezhettek. Azonban mind az ultranacionalista usztasa, mind a horvát kommunisták elégedetlenek voltak, hogy a terület státusza elmaradt a teljes függetlenségtől.A pozitív véleményt tovább segítette, hogy a megállapodást létrehozói, különösen a horvát nemzeti érdekek védelmezőjeként népszerű Maček legitimálták. A megállapodással kapcsolatos pozitív vélemény a horvátok között azonban egyre elkeseredettebbé vált, mivel a megállapodás végrehajtása elakadt, és gazdasági nehézségek merültek fel a második világháború kitörésével kapcsolatban.

### Szerbia
A szerbek reakciója a felháborodás volt: 800 000 szerb, Horvát Banovina lakosságának mintegy 20%-a most a horvát parlament alattvalója lett, és a horvát Maček kinevezését a miniszterelnök-helyettesi tisztségre még inkább sértésnek tekintették. Ezen túlmenően a horvát banovina létezésének ténye politikai felhívásokhoz vezetett, hogy Szerbiában is ugyanilyen elrendezésre kerüljön sor. Slobodan Jovanović, a Szerb Kulturális Klub munkatársa olyan javaslatot terjesztett elő, amely szerint Bosznia, Montenegró és Macedónia a szerb országok banovinájába tartozna. Ez a javaslat 1940 közepén a tervezési szakaszba ért, de a második világháború által az országra nehezedő növekvő nyomás miatt soha nem valósult meg. Mind az ortodox papság, mind a jugoszláv fegyveres erők tisztikara nyíltan ellenezte a megállapodást. Még a liberális szerb körökben, ahol az 1931-es alkotmány nem volt népszerű is elutasították a megállapodást. A szerb liberálisok körében azonban a fő felháborodást nem a szerbeket eláruló szerb kormány váltotta ki, hanem inkább a megállapodás horvát oldala, mivel a horvátok a tekintélyelvű kormánnyal való együttműködésük révén legitimálták az autoriter rendszert általában és különösen az 1931-es alkotmányt. A szerbiai liberálisok és konzervatívok azonban legalább részben Cvetković miniszterelnökre hárították a felelősséget, aki hamarosan még kevésbé volt népszerű Szerbiában, mint tekintélyelvű elődje, Stojadinović. Általánosságban elmondható, hogy a megállapodás újból megterhelte a szerb-horvát kapcsolatokat, amelyek összességében javultak a horvát és a szerb liberálisok egyesült ellenállása során a központi kormányzat tekintélyével szemben. A Horvát Banovina létrehozásának fő hatása a legtöbb szerb politikai döntéshozó politikai nézeteire a centralizmus (más néven unitarizmus) ideológiájának vége volt. Az 1930-as évek végére a legtöbb szerb politikus a szövetségi rendszert részesítette előnyben, és a szerbek számára is horvátok autonómiára vonatkozó jogait kívánta érvényesíteni.

### Jugoszlávia többi része
A bosnyák muszlimok különösen el voltak keseredve, mivel korábban már meg kellett küzdeniük a négy különböző banovina közötti megosztottsággal, amelyek mindegyikében kisebbséghez tartoztak. Most ezek közül kettőt nemzeti egységgé vontak be, amit a bosnyákoktól megtagadtak, csakúgy mint a Jugoszláviában a nemzeti szubkultúraként való elismerést is, amely alapítása óta elsősorban szerbek, horvátok és szlovének köré szerveződött. Nemcsak a bosnyák lakosság egy része (a Horvát Banovina összlakosságának 4%-a) élt a horvát uralom alatt, hanem a szerb banovina tervezetei, mint például Jovanović és a Szerb Kulturális Klub is azzal fenyegetőztek, hogy a megmaradt bosnyákok számára is aláássák a kulturális és politikai autonómiát. Az új Cvetković-Maček kormánynak csak egy tagja volt a Jugoszláv Muszlim Szervezet tagja, ami tovább növelte azt a benyomást, hogy a horvátok alkut kötöttek a szerbekkel Bosznia felosztásáról, a bosnyákok kárára.
A szlovének számára nem egy lehetséges közelgő nemzetpusztulásról volt szó, mint Bosznia esetében, hanem inkább a három nép egyenlőségéről. A szlovének általában a horvátok mellett álltak a központi szerb hatalommal szembeni közös szkepticizmusban, de most a horvátok nyilvánvalóan olyan alkut kötöttek a szerbekkel, amely különleges elbánásban részesítette őket, beleértve egy külön nemzeti parlamentet is, amellyel Szlovénia nem rendelkezett. Bár a Dráva Banovina valamelyest közel állt egy kizárólag szlovén közigazgatási egységhez, nem rendelkezett a Horvát Banovina különleges autonómiájával. Míg egy Szlovén Banovina létrehozását kérték, a szomszédos Olaszország és Németország által jelentett veszélytől való félelem, amelyet a gyorsan terjedő második világháború gerjesztett, hamarosan elsőbbséget élvezett.

## Fordítás
Ez a szócikk részben vagy egészben  a    Cvetković–Maček Agreement című angol Wikipédia-szócikk ezen változatának fordításán alapul.  Az eredeti cikk szerkesztőit annak laptörténete sorolja fel. Ez a jelzés csupán a megfogalmazás eredetét és a szerzői jogokat jelzi, nem szolgál a cikkben szereplő információk forrásmegjelöléseként.